# نراد سیبری
نراد سیبری (نام علمی: Abies sibirica) نام یک گونه از سرده نراد است.